# Криптопати
Криптопати (Крипто-Вечеринка) - международное движение, пропагандирующее использование криптографических средств для реализации прав на приватность и анонимность в сети. Криптопати проходят в формате практических занятий, на которых слушателей знакомят, например, с Tor, OTR, PGP и средствами для шифрования дисков.

## История
Криптопати, преемники движения шифропанков 1990-х годов, начались в конце августа 2012 с твита борца за приватность в сети Эшер Вольф. Сделанные по принципу DIY самоорганизующиеся мероприятия быстро набрали популярность. Спустя всего 4 месяца было проведено более 30 криптопати по всему свету.

## Правила[3]
Криптопати:
- публичны
- свободны для посещения
- не имеют коммерческой и политической подоплеки
- не допускают какой-либо дискриминации или агрессии

Do-o-кратия
Криптопати не требуют специального разрешения на то, чтобы делать полезные вещи или официального консенсуса в принятии решения. Just do it! Хотя если вы не уверены, стоит ли что-либо делать, стоит всё же узнать мнение сторонних.
Sudo leadership
Аналогично do-o-кратии, если вы хотите устроить криптопати, то сделайте это! Если вы на самой криптопати в состоянии и хотите помочь с знакомством или настройкой программного обеспечения или служб: не стесняйтесь и сделайте это. Дополняйте руководства, документацию, настраивайте WiFi для организации криптопати, распространяйте информацию.
Никакого притеснения
Криптопати призваны предоставить опыт обмена знаниями без каких-либо ограничений для каждого, независимо от пола, ориентации (как политической, так и сексуальной), нарушений здоровья, расы, религии или технических способностей.
Как можно проще
Криптопати пытаются донести криптографию до масс. Криптография — безумно сложная тема, наука, со своими отдельными сложностями её реализации. Примеры в данном случае не могут быть слишком простыми или малотехничными. Участники ориентируются только на самые базовые и простые познания в компьютерной технике — не более. Нет чёткого разделения между «учителем» и «учеником». Если вам кажется что вы можете что-то сделать, что-то рассказать — дерзайте! Есть люди, не знающие что такое «контрольная сумма» и «шифрование». Не смейтесь над ними — они знают другие вещи лучше вас. Не утомляйте длинными лекциями. Постарайтесь убедиться, что вас действительно поняли. Ободряйте людей на задавание вопросов.

## Криптопати в России
Первая вечеринка состоялась в Москве, 26 ноября 2012 в хакспейсе Neúron. Темы: SIP/zRTP, CAcert.
Следующее мероприятие состоялось 20 июля 2013 на острове Липня Иваньковского водохранилища в рамках семинара ОМУС ОИЯИ. Молодым ученым рассказали о PGP и OTR.
3 ноября 2013 прошла большая криптопати в рамках фестиваля активистского искусства МедиаУдар. Мероприятие получилось скомканным и получило критические отзывы.
18 декабря 2013 в лекториуме Grape прошла полузакрытая вечеринка, посвященная в основном биткойнам.

### КриптоИнсталлФест
Пиратская партия России провела мероприятия в 2014, 2015 и 2016 гг. По духу и содержанию они схожи с криптопати, хотя официально таковыми не являлись.